# 김흥태 (배우)
김흥태는 대한민국의 배우이다.

## 영화
- 2008년 《울학교 이티》 ... 시골 학교 선생님 역
- 2014년 《신의 한 수》 ... 벤츠조폭 역
- 2014년 《명량》 ... 조선수군 역 (천만영화)
- 2014년 《카트》 ... 용역 1 역
- 2014년 《강남 1970》 ... 무덤가 영등포파 역
- 2014년 《순수의 시대》 ... 화전 덩치 역
- 2014년 《미안해 사랑해 고마워》 ... 장례식장 건장남 역
- 2016년 《고산자, 대동여지도》 ... 옥사 신도남자 1 역
- 2017년 《프리즌》 ... 홍표패거리 역
- 2017년 《조작된 도시》 ... 일심 택시기사 역
- 2017년 《대립군》 ... 여진족/승병 역
- 2017년 《염력》 ... 나이트 클럽 기도 역
- 2018년 《성난황소》 ... 조합장 패거리 2 역
- 2018년 《뺑반》 ... 덩치 경호원 1 역
- 2019년 《천문: 하늘에 묻는다》 ... 북치는 병사 역
- 2020년 《히트맨》 ... 제이슨 부하 7 역

## 드라마
- 2019년 (Netflix) 《킹덤》 - 망나니 역